# Novitats
Novitats ⓘ (rätoromanisch für «Neuigkeiten») ist eine wöchentlich erscheinende Regionalzeitung im Kanton Graubünden, die zur Südostschweiz Mediengruppe gehört. Der Redaktionssitz ist in Lenzerheide. 2016 betrug ihre WEMF-beglaubigte Auflage 4'357 (Vj. 4'401) verkaufte bzw. 4'487 (Vj. 4'546) verbreitete Exemplare. Chefredaktorin ist seit 1. Februar 2015 Nicole Trucksess.
Das Einzugsgebiet ist nahezu die gesamte Region Mittelbünden mit dem Churwaldnertal, der Lenzerheide, dem Albulatal und dem Oberhalbstein. Damit ist die Novitats die einzige Bündner Regionalzeitung, in der amtliche Verlautbarungen in allen drei Kantonssprachen (Deutsch, Rätoromanisch im Idiom Surmiran und Italienisch) erscheinen. Die Sprache der Artikel ist fast durchgehend deutsch. 